# Longitud d'ona

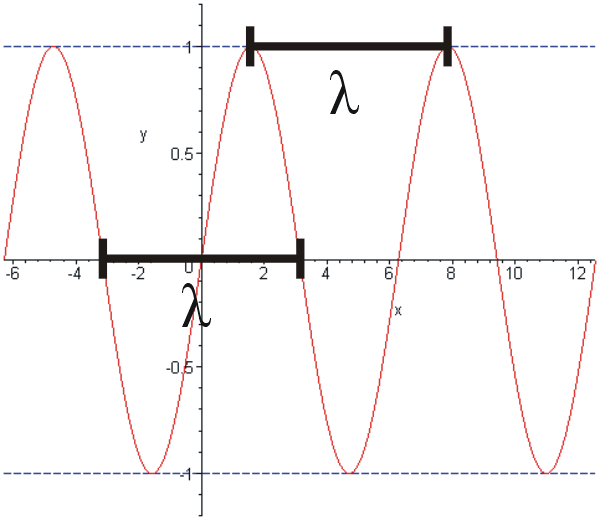
Aquesta imatge mostra la mesura de la longitud d'ona entre dos punts d'equilibri i l'equivalent sobre dues crestes consecutives.

La longitud d'ona és la magnitud física que indica la distància entre el principi i el final d'una ona completa (cicle). Així, la longitud d'ona es defineix com la separació espacial existent entre dos punts l'estat de moviment de la qual és idèntic. És a dir, entre dos màxims consecutius d'alguna propietat física de l'ona.
En el cas de les ones electromagnètiques, aquesta propietat física potser l'efecte magnètic (camp magnètic) que també varia en el temps. Una altra pot ser, per exemple, el seu efecte elèctric (camp elèctric) el qual, segons avança l'ona, augmenta fins a un màxim, disminueix fins a anul·lar-se, canvia de signe per fer-se negativa arribant a un mínim (màxim negatiu). Després, augmenta fins a anul·lar-se, canvia de signe i es fa de nou màxim (positiu). Aquesta variació de l'efecte electrònic en el temps, si la representem en un paper, obtenim "crestes" i valls" (obtenim una corba sinusoidal).
Assumint una ona sinusoidal movent-se a una velocitat fixa, la longitud d'ona és inversament proporcional a la freqüència de l'ona: les ones amb major freqüència tenen longitud d'ones menors, i viceversa. La longitud també depèn del medi pel qual viatja l'ona (buit, aigua, aire).
Cal recalcar que la longitud d'ona no és la distància que recorren les partícules implicades en la propagació de l'ona (molècules d'aigua en les onades del mar, àtoms o molècules de la superfície terrestre en un terratrèmol, molècules de l'atmosfera terrestre propagant un so, etc.). Sinó que és la distància que recorre l'ona.
La longitud d'ona, tradicionalment, es representa amb la lletra grega λ (lambda).

## Unitats
La unitat per mesurar la longitud d'ona al Sistema Internacional d'Unitats és el metre i els seus submúltiples, com el nanòmetre o el micròmetre. Per exemple, la longitud d'ona de les ones sonores es pot mesurar en metres mentre que els nanòmetres són més còmodes per a les longituds d'ona de radiacions electromagnètiques, com la radiació ultraviolada i els raigs gamma.
- Un nanòmetre = 1 nm = 10-9 m
- Un micròmetre = 1 µm = 10-6 m

Fora del Sistema Internacional, s'usa per exemple l'àngstrom, especialment en espectroscòpia, per tradició i comoditat, ja que la distància típica entre àtoms de molts cristalls és de l'ordre d'àngstroms.
1 Å = 1/10 nm

## Longitud d'ona associada a partícules
Louis-Victor de Broglie va postular que tota partícula que tingués moviment tenia associada una determinada longitud d'ona. Aquesta és descrita pel moment de la partícula "p" i la constant de Planck "h".
{\displaystyle \lambda ={\frac {h}{p}}}

## Longitud d'ona tèrmica
Es coneix com a longitud d'ona tèrmica aquella longitud d'ona associada a una partícula en un gas ideal a una temperatura específica. S'utilitza per determinar, per exemple, si es pot considerar el gas mitjançant l'estadística de Maxwell-Boltzmann.

## Longitud d'ona, freqüència, període i velocitat
Per a una ona donada, la longitud d'ona λ és inversament proporcional a la freqüència f i directament proporcional al seu període i a la seva velocitat de propagació v. La freqüència és la inversa del període T. Així: λ = v/f = v·T
En el cas de les ones electromagnètiques (incloent la llum i altres) la velocitat de propagació en el buit és de 300 mil quilòmetres per segon. En el cas de les ones sonores, la seva velocitat a l'aire, en condicions normals, és de 343 m/s.